# 清海曼荼羅
清海曼荼羅（せいかいまんだら）とは、浄土三曼荼羅の一の曼荼羅（変相図）であり、996年（長徳2年）に、奈良の超昇寺の清海が感得した浄土変相図（じょうどへんそうず）と伝えられる図像である。図の四囲に『観無量寿経』所説の十六観の経文の要約を記す蓮華座を表すのが、本図の特徴である。
|                      |
| 成覚寺（仙台市）所蔵 |